# Show Me How
"Show Me How" é uma canção da banda de rock americana Foo Fighters. Foi lançada em 25 de maio de 2023 como o terceiro single de seu décimo primeiro álbum de estúdio, But Here We Are.

## Informações
"Show Me How" apresenta o vocalista do Foo Fighters, Dave Grohl, harmonizando com sua filha, Violet Grohl.

## Desempenho nas paradas musicais

### Paradas semanais
| Parada musical (2023)                   | Melhor posição |
| --------------------------------------- | -------------- |
| Nova Zelândia (New Zealand Hot Singles) | 28             |
| Reino Unido (UK Rock & Metal)           | 17             |